# ラ・クカラーチャ

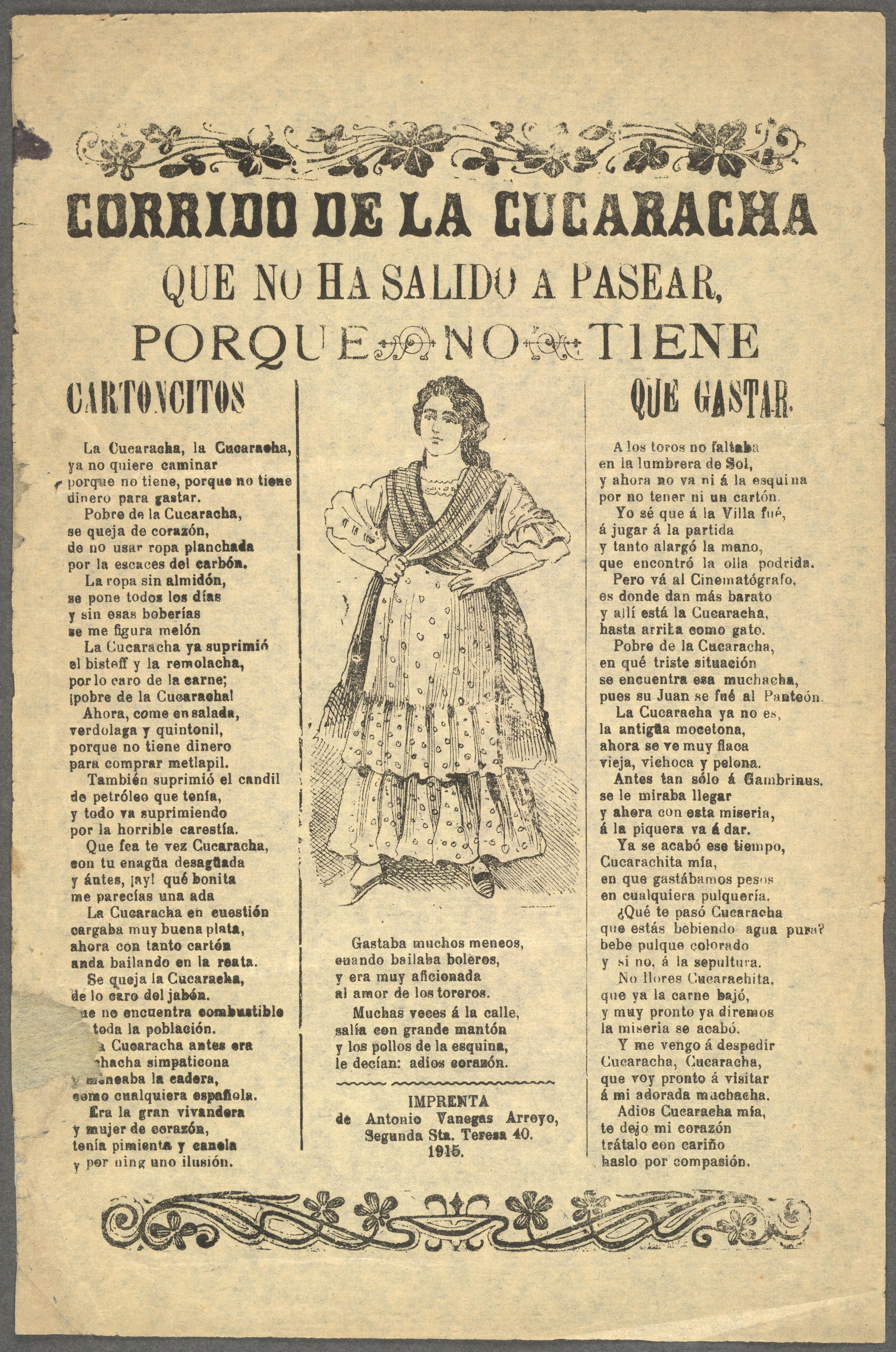
「クカラチャの回廊」、リトグラフ（1915 年出版）、アントニオ・バネガス・アロヨ作

「ラ・クカラーチャ」 (La cucaracha) は、メキシコの民謡。スペイン語で「ゴキブリ」や、女性兵士の名前であると言われている。

## 概要
ビジャ軍の愛唱歌であり、行進中に歌われていたと言われている。
ラ・クカラーチャ（[la kukaˈɾatʃa]）は、曲調がスペインに由来する伝統的な民謡で、後にメキシコ革命の際に現地の歌詞とともにメキシコで普及した。これは、詩人で民俗学者のフランシスコ・ロドリゲス・マリンが記録したスペインのコリードで、歌詞はキリスト教徒とムーア人の対立を暗示しており、1492年にムーア人がグラナダを駆逐されたグラナダ陥落で終わる。現代の歌はメキシコのコリードのジャンルを使って改作された。この歌のメロディーは広く知られており、多くの代替の節が存在する。

## 起源
この歌は1859年にスペインでフェルナン・カバリェロによってすでに言及されており、1818年頃にはすでに存在していたと考えられる。この歌は20世紀初頭のメキシコ革命の間に有名になり、人気を博した。
フェルナン・カバジェロ（1859年の著書『大衆歌曲集』）とフランシスコ・ロドリゲス・マリン（1883年の著作『スペイン大衆歌曲集』）によるポピュラーソング集に、後にメキシコ版で使用された節が含まれていることから、この歌はアンダルシア起源であると考えられる。

## 構造
この歌は詩とリフレイン（連節と反連節）のペアで構成されており、各ペアの半分はそれぞれ ABCB 韻律の4行で構成されている。

## 歌詞
スペイン語（原語）
Una cosa me da risa
Pancho Villa sin camisa
Ya se van los carrancistas
Porque vienen los villistas
La cucaracha, la cucaracha,
Ya no puede caminar;
Porque no tiene, porque le falta
Marihuana que fumar

Para sarapes, Saltillo
Chihua, para soldados
Para mujeres, Jalisco
Para amar toditos Lados
La cucaracha, la cucaracha,
Ya no puede caminar;
Porque no tiene, porque le falta
Marihuana que fumar
日本語訳（ただし、左記の訳ではない）
おれたちゃ愉快な 気のいい仲間さ 肩苦しいのが とっても苦手さ
自由できままな 楽しい毎日 飾らないで生きる それが俺たち

ラクカラーチャ ラクカラーチャ どうしてなんだろう？
ラクカラーチャ ラクカラーチャ 嫌われものだ
ラクカラーチャ ラクカラーチャ 逃げ出さないで
ラクカラーチャ ラクカラーチャ 仲良くやろう

スピード自慢で あちこち走るよ 険しい山だって かるがるのぼれる
小さなあなだって やすやすくぐれる おまけに空だって すいすい飛べる

ラクカラーチャ ラクカラーチャ どうしてなんだろう？
ラクカラーチャ ラクカラーチャ 嫌われものだ
ラクカラーチャ ラクカラーチャ 逃げ出さないで
ラクカラーチャ ラクカラーチャ 仲良くやろう

## みんなのうた
NHKの『みんなのうた』では佐木敏が訳詞、山本直純が編曲を手掛け、『車にゆられて（ラ・クカラーチャ）』というタイトルで、1963年10月に放送された。歌は東京放送児童合唱団。
再放送はされておらず、「みんなのうた発掘プロジェクト」によって音声が提供されたものの、当時の映像は提供されていない。

## その他
- マグの「フルーティー」というめざまし時計に使用されている。
- アメリカのアイスクリームトラックのメロディに使用されている。
- 『まちかどドレミ』でこの歌の替え歌が歌われたこともある。
- Holtek製のメロディIC HT38A5に収録されている。
- 1980年頃にアース製薬「ごきぶりホイホイ」のCMでこの歌の替え歌が歌われたこともある。
- 1980年代後半に日本プロ野球の横浜大洋ホエールズに所属したカルロス・ポンセ（スペイン語が公用語のプエルトリコ出身）の応援歌の原曲として使用された。
- stebel社のミュージックホーンのメロディにも採用されている。
- 『釣りバカ日誌20 ファイナル』で奪衣婆（演：西田敏行）がこの歌の替え歌を歌いながら踊った。
- セイカ「らくがきんちょ」のCMで使用されている。